# Edward S. Herman
Edward Samuel Herman (Filadèlfia, 7 d'abril de 1925 - 11 de novembre de 2017) va ser un economista polític, crític dels mitjans de comunicació de massa i teòric social estatunidenc. Herman és conegut per les seves anàlisis com la hipòtesi del model de propaganda que va desenvolupar amb Noam Chomsky. Va ser professor emèrit d'Economia a la Wharton School of Business de la Universitat de Pennsilvània.
Ideològicament, Herman ha estat considerat com un «demòcrata radical ferm», una ideologia que s'oposa al control corporatiu a favor de la democràcia directa. Els seus treballs versen sovint sobre conflictes internacionals violents, contrarestant les narratives convencionals.

## Biografia
Herman va néixer a Filadèlfia en una família liberal demòcrata, fill d'Abraham Lincoln Herman, farmacèutic i Celia Dektor, mestressa de casa.
Herman va rebre lel Bachelor of Arts el 1945, i més tard va fer un màster a la Universitat de Pennsilvània. A la Universitat de Califòrnia a Berkeley, en la qual es va doctorar el 1953, va conèixer l'economista Robert A. Brady, qui havia estudiat l'economia dels règims feixistes, que va tenir una influència significativa sobre el seu pensament. Herman es va incorporar a la Wharton School of Business de la Universitat de Pennsilvània el 1958, on va ensenyar Economia Política i es va convertir en professor emèrit el 1989.

## Pensament

### Vietnam
Després de la Guerra del Vietnam, Herman i Noam Chomsky van desafiar la veracitat dels relats dels mitjans de comunicació sobre crims de guerra i repressió per part del Partit Comunista del Vietnam afirmant: «Les fonts principals per a les estimacions d'assassinats a la reforma agrària del Vietnam del Nord eren persones dependents de l'Agència Central d'Intel·ligència (CIA) o del Ministeri de Propaganda de Saigon» i «el "bany de sang" atribuït al Front Nacional d'Alliberament del Vietnam de la República Democràtica del Vietnam a Huế (al Vietnam del Sud) es va construir amb proves febles». Herman i Chomsky van assenyalar relats contradictoris del Vietnam de la postguerra.
Chomsky i Herman van ser coautors de Counter-Revolutionary Violence: Bloodbaths in Fact & Propaganda (1973), un llibre que critica la participació de l'exèrcit estatunidenc al sud-est asiàtic i posa de relleu com els mitjans de comunicació comercials van deixar de cobrir històries sobre aquests fets. Warner Communications va desaprovar el contingut del llibre i va ordenar que totes les còpies fossin destruïdes.

### Cambodja
El 1979, Chomsky i Herman van revisar Counter-Revolutionary Violence i el van publicar amb South End Press amb el títol The Political Economy of Human Rights en dos volums. En aquest treball van comparar les reaccions dels mitjans estatunidencs a la Kamputxea Democràtica i l'ocupació de Timor Oriental per Indonèsia de 1975. Van argumentar que com que Indonèsia era un aliat dels Estats Units d'Amèrica (EUA), els mitjans van ignorar la situació de Timor Oriental mentre es van centrar en la de Cambodja, un enemic dels EUA. El volum II del llibre, After the Cataclysm: Postwar Indochina and the Reconstruction of Imperial Ideology (1979), ha estat descrit com «una defensa dels khmers rojos dissimulada en un atac als mitjans». En el seu llibre, Chomsky i Herman van escriure: «El registre d'atrocitats a Cambodja és substancial i sovint esgarrifós», però van qüestionar la seva escala, que podria haver estat inflada by a factor of 100. Van escriure que l'evacuació de Phnom Penh «pot haver salvat moltes vides», que les polítiques agrícoles dels khmers rojos van produir resultats positius i que podria haver-hi «un grau significatiu de suport del camperolat als khmers rojos».
Herman va respondre als crítics el 2001: «Chomsky i jo vam trobar que fer preguntes sobre les nombroses invencions, el paper ideològic i l'absència de cap efecte beneficiós per a les víctimes de la campanya de propaganda anti-khmers rojos de 1975-1979 era inacceptable, i va ser tractat gairebé sense excepció com a «apologia de Pol Pot». Todd Gitlin, a The New York Times, va escriure que per a Herman i Chomsky «el patiment dels cambodjans és menys important que la seva necessitat de fixar el dany causat a Cambodja durant la dècada del 1970, principalment amb el bombardeig estatunidenc que va precedir l'ascens dels khmers rojos al poder».

### El model de propaganda
El llibre més conegut de Herman i Chomsky és Manufacturing Consent: The Political Economy of the Mass Media, publicat per primera vegada el 1988 i escrit en gran part per Herman. El llibre va introduir el concepte de «model de propaganda» als debats sobre el funcionament dels mitjans corporatius. Van argumentar que «les pressions del mercat, els supòsits interioritzats i l'autocensura» motiven els diaris i les cadenes de televisió a sufocar la dissidència. I van escriure: «en el nostre model», el sacerdot polonès Jerzy Popiełuszko «assassinat per un estat enemic, serà una víctima digna, mentre que els sacerdots assassinats als nostres estats clients a Amèrica Llatina seran indignes. Es pot esperar que el primer provoqui un esclat propagandístic per part dels mitjans de comunicació de masses, mentre que el segon no generarà una cobertura sostinguda».
En lloc de necessitar un control directe sobre els mitjans de comunicació com en les dictadures, segons lea postura de Herman i Chomsky, les democràcies industrialitzades controlen l'opinió pública mitjançant «filtres que impedeixen que les idees políticament controvertides arribin al públic. Els dos pensadors van especificar cinc filtres: la concentració de la propietat dels mitjans en unes poques mans, la necessitat de complaure als anunciants i les fonts de finançament, la dependència de les fonts proporcionades pel govern, la censura anticomunista i la ideologia anticomunista. Aquestes influències es combinen per evitar que el coneixement i les idees políticament dissidents arribin al públic en general.
Derek N. Shearer, l'any 1988 a Los Angeles Times, va descriure el treball com a «important» i els «estudis de casos» com a «lectura obligatòria» per als corresponsals estrangers, però al seu parer els autors «no exploren adequadament fins a quin punt els mitjans de comunicació no aconsegueixen fabricar el consentiment i per què». En suport d'aquesta apreciació, Shearer va utilitzar els exemples de la contra a Nicaragua i el destituït Ferdinand Marcos a les Filipines, ambdós animats pel govern dels EUA i el conservadorisme però no per l'opinió pública estatunidenca. Shearer també va afirmar que Herman i Chomsky «demostren de manera convincent que als països on el govern dels EUA està implicat, ja sigui de manera oberta o encoberta, la premsa sovint no és crítica i, de vegades, col·labora en l'engany complet de la societat».

### Srebrenica
Herman va tractar la massacre de Srebrenica de 1995 en articles com «The Politics of the Srebrenica Massacre». Hi va escriure: «L'evidència d'una massacre en la qual van ser executats 8.000 homes i infants sempre ha estat problemàtica, per dir-ho de forma suau», és «el major triomf de la propaganda que ha sorgit de la Guerra dels Balcans i el vincle d'aquest triomf propagandístic amb la veritat i la justícia és inexistent». Va criticar la validesa del terme genocidi en el cas de Srebrenica, al·legant inconsistències en el cas d'extermini organitzat, com ara el transport de dones i infants musulmans fora de Srebrenica per part de l'Exèrcit de la República Srpska. El 2004, Samantha Power a A Problem from Hell": America and the Age of Genocide, Herman va escriure: «És veritablement orwellià veure el Tribunal Penal Internacional per a l'antiga Iugoslàvia de l'ONU maldant per posar l'etiqueta de "genocida" a Slobodan Milošević i haver-ho fet ja contra el general serbi de Bòsnia Radislav Krstic».

### The Politics of Genocide
A The Politics of Genocide (coautor de David Peterson, amb un pròleg de Noam Chomsky, 2010), Herman i Peterson argumenten que «genocidi» s'ha convertit en una noció polititzada i constructiva mitjançant l'anàlisi dels mitjans de comunicació i estudis comparatius. Argumenten que la Guerra de Kosovo (1966-1999), el Genocidi de Ruanda el 1994 i el Conflicte de Darfur de 2003, s'han anunciat com a «genocidis» a Occident per avançar en una agenda econòmica neoliberal. Contraposen la cobertura mediàtica d'aquests esdeveniments amb les sancions contra l'Iraq i la Guerra de l'Iraq (2003-2011), argumentant que, malgrat el nombre de víctimes similars a les massacres que reben l'etiqueta de genocidi, les matances en què les potències occidentals estan directament implicades no s'etiqueten com a «genocidis». En analitzar casos en què s'ha utilitzat el terme «genocidi», Herman argumenta que Occident ha aprofitat els abusos dels drets humans per avançar en la seva pròpia agenda econòmica. Afirma que això ha donat lloc a un govern minoritari de tutsis prooccidental, i els «genocidis», com el de Timor Oriental, en el qual Occident té certa responsabilitat, han estat en gran part ignorats.
El llibre va rebre crítiques desfavorables, acusant els autors de negacionistes, dels escriptors Gerald Caplan, George Monbiot, i James Wizeye, primer secretari de l'Alt Comitè de Rwanda a Londres. L'estudiós del genocidi Adam Jones va criticar el relat del genocidi de Ruanda com a «radicalment revisionista» si no «fantasiós».

## Obra publicada
- 1966: America's Vietnam Policy: the Strategy of Deception (amb Richard Du Boff)
- 1968: Principles And Practices Of Money And Banking
- 1968: The Great Society Dictionary
- 1970: Atrocities in Vietnam
- 1973: Counter-Revolutionary Violence: Bloodbaths in Fact &amp; Propaganda (amb Noam Chomsky)
- 1979: The Political Economy of Human Rights, Volume I: The Washington Connection and Third World Fascism (amb Noam Chomsky)
- 1979: The Political Economy of Human Rights, Volume II: After the Cataclysm: Postwar Indochina and the Reconstruction of Imperial Ideology (amb Noam Chomsky)
- 1981: Corporate Control, Corporate Power: A Twentieth Century Fund Study
- 1982: The Real Terror Network
- 1984: Demonstration Elections (amb Frank Brodhead)
- 1986: The Rise and Fall of the Bulgarian Connection (amb Frank Brodhead). ISBN 0-940380-06-4.
- 1988: Manufacturing Consent: The Political Economy of the Mass Media (amb Noam Chomsky)
- 1990: The "Terrorism" Industry ISBN 978-0-679-72559-6
- 1992: Beyond hypocrisy: decoding the news in an age of propaganda: including A doublespeak dictionary for the 1990s ISBN 0-89608-436-1
- 1995: Triumph of the Market
- 1997: The Global Media (amb Robert McChesney) ISBN 0-304-33433-2
- 1999: The Myth of The Liberal Media: An Edward Herman Reader
- 2000 Degraded capability: the media and the Kosovo crisis (editat per Philip Hammond i Edward S. Herman) ISBN 978-0-74531-631-4
- 2010: The Politics of Genocide (amb David Peterson) ISBN 978-1-58367-212-9
- 2019: Like A Cuttlefish Spurting Out Ink: Studies in the Art of Deceit (amb David Peterson) ISBN 978-1-54566-755-2